# الدوري الغيني الاستوائي الممتاز 2015-16
الدوري الغيني الاستوائي الممتاز 2015-16 هو موسم من الدوري الغيني الاستوائي الممتاز. كان عدد الأندية المشاركة فيه 12، وفاز فيه نادي ديبورتيفو إيلا نغيما.